# Чекуолис, Гедрюс
Гедрюс Чекуолис (лит. Giedrius Čekuolis; род. 29 февраля 1959, Вильнюс, Литовская ССР, СССР) — литовский государственный служащий и дипломат.

## Биография
Родился 29 февраля 1959 года. Брат-близнец литовского дипломата Далюса Чекуолиса. В 1966—1977 годах учился средней школе №15 в Вильнюсе. С 1977 по 1982 год обучался в Московском государственном институте международных отношений.
В 1982—1987 годах работал докладчиком и начальником отдела Общества дружбы и культурных связей Литовской ССР с зарубежными странам. В 1987—1990 годах служил первым секретарём в министерстве иностранных дел Литовской ССР.
В 1990—1992 годах работал в Министерстве иностранных дел Литвы руководителем протокола, а затем руководителем отдела стран Северной Европы. 28 марта 1990 года, вместе с тогдашним министром иностранных дел Литвы, Альгирдасом Саударгасом, в аэропорту Вильнюса поставил печать на первой визе Литовской Республики в паспорте британского журналиста.
В 1992—1994 годах служил советником посольства Литвы в Швеции. В 1994 году был назначен временным поверенным в делах посольства Литвы во Франции, в 1994—1995 годах — в Испании. В 1995—1999 годах — посол Литвы в Испании.
С 1999 по 2000 год был директором департамента многосторонних отношений в министерстве иностранных дел Литвы, с 2000 по 2003 год — заместителем министра иностранных дел и секретарём министерства, отвечающим за интеграцию в НАТО.
В 2003—2009 годах — посол Литвы во Франции, с одновременной аккредитацией в Тунисе, Андорре и Марокко. 17 января 2012 года был назначен чрезвычайным и полномочным послом Литовской Республики, постоянным представителем Литвы при Организации по безопасности и сотрудничеству в Европе (ОБСЕ). Служил специальным представителем председателя ОБСЕ по затяжным конфликтам. В 2017 году оставил должность. С мая 2019 года — посол Литвы в Швеции.
Владеет английским, испанским, французским и русским языками. В 2003 году был награждён командорским Крестом ордена «За заслуги перед Литвой». 